# Chemolimpex

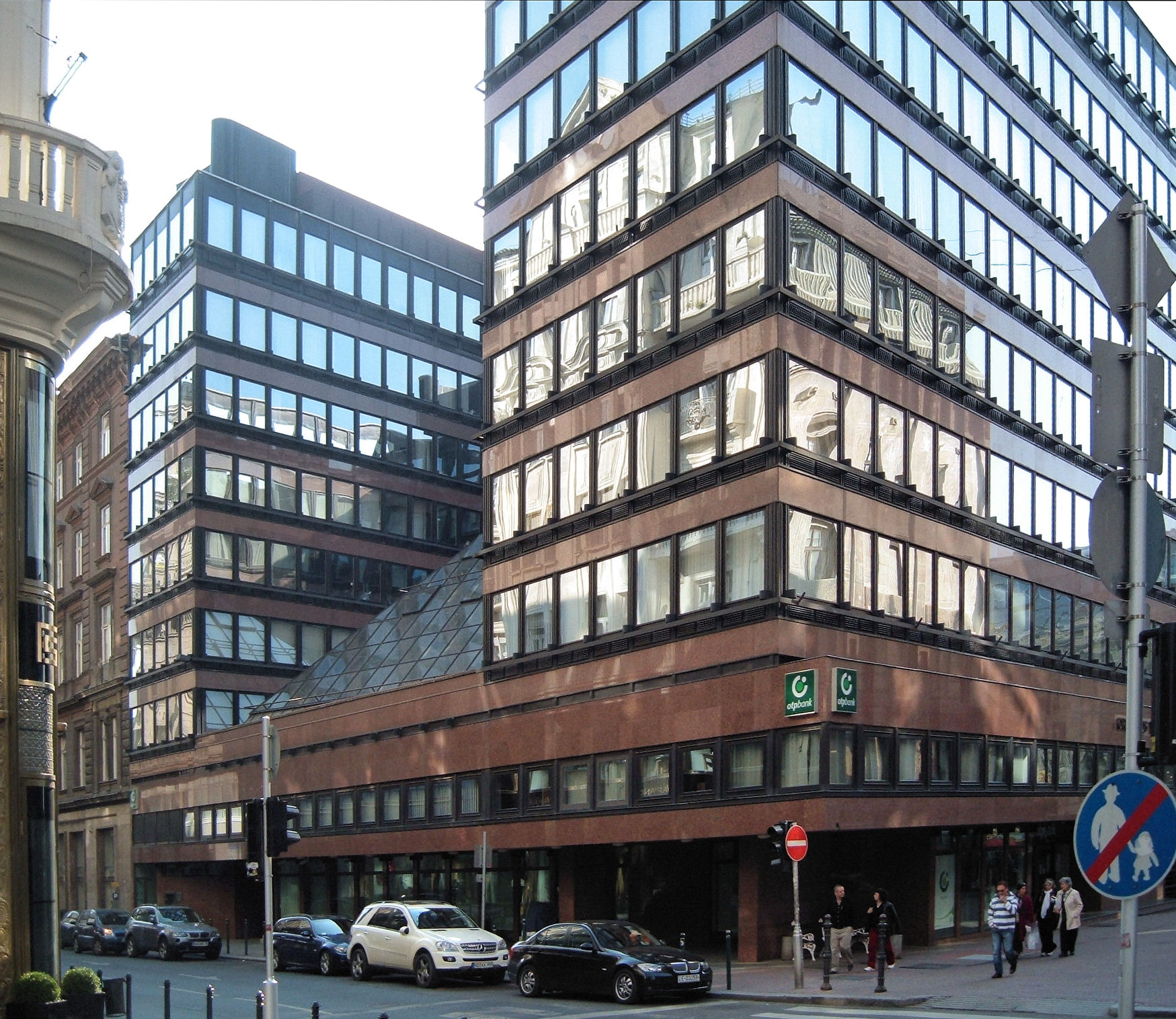
A Chemolimpex egykori irodaháza, ma az OTP Bank központja

A Chemolimpex egy 1949-ben alapított magyar külkereskedelmi vállalat. Elsősorban vegyi import vállalat volt; importjának volumen állandóan  többszörösen meghaladta exportját.

## Története
Jogelődje, a KELIMPEX Külkereskedelmi Vállalat, 1948-ban alakult meg. A KELIMPEX egy részéből 1949. június 7-én létesült a CHEMOLIMPEX Magyar Olaj-és Vegyiáru Külkereskedelmi Nemzeti Vállalat. E vállalat 1950-ben állami külkereskedelmi vállalattá alakult, CHEMOLIMPEX Vegyiáru Külkereskedelmi Vállalat néven. 
1991. december 31-vel a CHEMOLIMPEX Vegyianyag Külkereskedelmi Vállalat részvénytársasággá alakult, CHEMOL International Kereskedelmi Részvénytársaság néven. (Címe: 1134 Budapest, Róbert Károly krt. 61-65., fő tevékenysége: 4611. Mezőgazdasági termék ügynöki nagykereskedelme.

## Vezetői
- 1967 előtt (?)
- 1967–1975 Török István vezérigazgató [4]
- 1975 után Horváth Ede vezérigazgató
- Kb. 1980 után Bene István
- 1982 után Gombócz Zoltán
- 1985 után Dobrovits Péter vezérigazgató

## Tevékenysége
A vállalat profiljába tartozott  mindenféle vegyi termék külkereskedelme.  ezen belül a profiljába tartozott szerves és szervetlen alapanyagok, műtrágyák, növényvédőszerek, a műanyaggyártás alapanyagai, félkész termékek, intermedier és petrolkémiai termékek, festékek és lakkipari cikkek, ragasztók, kerámia- és nyomdafesték vegyianyagok, aromás termékek, alkoholok, szerves savak, anilin, ioncserélő és ipari robbanóanyagok, fotó- és filmipari alapanyagok, műbőr, valamint írószerek forgalmazása 
Profilja később az idegenforgalomban is hasznosítható épületek, üdülők közvetítésével  bővült. 
Számos vállalatot alapított, így
- Chemoldanzas Nemzetközi Szállítmányozási Kft.
- Inchemtrade
- Chemolimpex Vegyiáru Külkereskedelmi Trading Leányvállalat,
- Grabochem Közös Külkereskedelmi Vállalat
- Ongrochem Műanyagipari Közös Külkereskedelmi Kft.
- Varitrade
- ICF Chem-Consult Amerikai Magyar Tanácsadó és Szolgáltató Kft.
- Chemol-Travel Kft.[8]

## Irodaháza
A Budapest V. ker., Deák Ferenc u. 7-9. sz. alatti irodaházát (más néven: Chemolimpex–OTP-irodaház) Gulyás Zoltán építész tervezte. Az épület 1960 és 1963 között épült. 1988–89-ben, majd 2018-ban átépítették. Ma az OTP Bank székháza.
A vállalat másik irodaháza a Thököly úton volt.